# Ljubično
Ljubično este o localitate din comuna Poljčane, Slovenia, cu o populație de 55 de locuitori.